# İbrahim Çolak
İbrahim Çolak (né le 7 janvier 1995 à Konak) est un gymnaste turc. Sa spécialité de prédilection est les anneaux.

## Biographie
İbrahim Çolak remporte la médaille d'argent à cet agrès lors des Jeux méditerranéens à Mersin. Il remporte le bronze lors des Jeux européens de 2015 à Bakou. Il termine 4e de l'Universiade de Gwangju, juste derrière Oleh Vernyayev. Il devance ce dernier mais termine médaille d'argent lors de l'Universiade de 2017 à Taipei, derrière Artur Tovmasyan.
II remporte la médaille d'argent par équipes et enfin la médaille d'or aux anneaux lors des Jeux méditerranéens de 2018.
Iİbrahim Çolak est médaillé d'argent des anneaux aux Championnats d'Europe 2018 puis médaillé d'or des anneaux aux Championnats du monde de gymnastique artistique 2019. Il est médaillé d'argent aux anneaux à l'Universiade d'été de 2019 à Naples.
Il est médaillé d'or du concours par équipes ainsi qu'aux anneaux aux Jeux méditerranéens de 2022 à Oran.